# 的良米蘭
的良米蘭（9月28日—）是日本男性漫畫家。其筆名來源是法國的兵器製造廠馬特拉的第二世代反戰車導彈之一的米蘭。
1997年，在杉村麥太（歡喜天）的邀請下參與了「COMIC阿吽」的應募且入選了第3回新人漫畫賞，並同作於8月號刊登且初次亮相。以後主要在「COMIC阿吽」執筆成人向漫畫，在「月刊Dragon Age」（富士見書房）2006年2月號發表工畫堂遊戲軟體『狀況開始！』的讀切漫畫版後，後續是其原創作品《守護貓娘緋鞠》開始連載，初次在一般向漫畫雜誌中登場。
作品的傾向為奇幻與SF風的世界作為舞台較多，亦有多次是女主角使用槍械猛烈射擊的動作元素。

## 作品列表

### 漫畫
成人向
- 異形景色 （1998年、刊。ISBN 978-4894650398）
- KITTY◇MINT （1999年。ISBN 978-4894650725）
- 不感空間 （1999年。ISBN 978-4894650930）
- PALLADIUM GARDEN （2000年。ISBN 978-4894651296）
- 異空幻窗 （2001年。ISBN 978-4894651609）
- 無限想刻 （2002年。ISBN 978-4894652033）
- 緋牙刻 （2003年。ISBN 978-4894652347）
- 奇望戀月 （2004年。ISBN 978-4894652699）
- Angelical Pendulum
  1. 2004年。ISBN 978-4894652897
  2. 2005年。ISBN 978-4894653092

一般向
- 狀況開始！（發表於《月刊Dragon Age》2006年2月號，全56頁，特別收錄於守護貓娘緋鞠單行本第五集）
- 守護貓娘緋鞠
  1. 2007年、富士見書房刊。ISBN 978-4047124783（日語）。台灣角川書店 ISBN 978-9861744384（中文）
  2. 2007年、富士見書房刊。ISBN 978-4047125087（日語）。台灣角川書店 ISBN 978-9861746760（中文）
  3. 2008年、富士見書房刊。ISBN 978-4047125414（日語）。台灣角川書店 ISBN 978-9861748450（中文）
  4. 2008年、富士見書房刊。ISBN 978-4047125759（日語）。
  5. 2009年4月7日、富士見書房刊。ISBN 978-4047125988（日語）。
- 弒神少女綺露琪 (2014年、富士見書房刊。台灣角川書店）

### 遊戲軟體原畫
- ALMA〜ずっとそばに…〜（十八禁遊戲，Bonbee!2003年5月2日發行）

## 外部連結
- （日語） - 公式網頁（18禁）
- （日語） - 於2007年2月11日舉行的「守護貓娘緋鞠」的單行本第1卷發售記念簽名會實況（有本人的照片）